# إيان سانت جون
إيان سانت جون (بالإنجليزية: Ian St John) (و. 1938  م) هو لاعب كرة قدم، ومدرب كرة قدم، من المملكة المتحدة، يلعب كمهاجم.

## روابط خارجية
- إيان سانت جون على موقع الاتحاد الأوربي (الإنجليزية)
- إيان سانت جون على موقع قاعدة بيانات كرة القدم.إي يو (الإنجليزية)
- إيان سانت جون على موقع ناشيونال فوتبول تيمز (الإنجليزية)
- إيان سانت جون على موقع عالم كرة القدم.نت (الإنجليزية)